# Antoine Furetière
Antoine Furetière, född 28 december 1619 i Paris och död 14 maj 1688 i samma stad, var en fransk lexikograf, jurist och präst. 
Furetières första verk var Poésies (1655), varpå följde Fables, morales et nouvelles (1671) och den satiriska sedeskildringen Le roman bourgeois (1666). 1662 valdes han in i Franska Akademien. Hans mest kända verk är Dictionnaire universel, som han arbetade på i 40 år och vars första band utkom 1684. Året efter att hans uppslagsverk börjat publiceras uteslöts han ur akademien efter en skarp debatt mellan Furetière och akademin. Hans fullständiga upplaga av Dictionnaire universel utgavs i Rotterdam 1690 och är betydligt omfångsrikare än akademins egen Dictionnaire från år 1694.